# Tarō Kōno
Tarō Kōno (jap. 河野 太郎 Kōno Tarō) (ur. 10 stycznia 1963 w Hiratsuka) – japoński polityk Partii Liberalno-Demoratycznej, deputowany do Izby Reprezentantów i minister spraw zagranicznych w rządzie Shinzō Abe od 3 sierpnia 2017.
Syn byłego przewodniczącego LDP, Yōheia Kōno. W 1984 roku jako student Georgetown University przez rok studiował w SGH (ówcześnie SGPiS).